# Christiana Bohorquez
Christiana Bohorquez (Willemstad, 12 juli 1990) is een Nederlandse singer-songwriter. 

## Levensloop
Bohorquez groeide op in Curaçao. Voor haar zangcarrière vertrok ze in 2009 naar Nederland, waar ze in 2013 het conservatorium in Rotterdam afrondde. Ze stond in het voorprogramma van Nick & Simon, heeft een eigen popschool 'Jam-it!' en is ambassadeur van International Justice Mission. Ook was ze te zien in de tv-programma's De beste singer-songwriter van Nederland en The Voice of Holland. Hiernaast heeft ze zich bekwaamd in buikspreken met poppenspel.

## Albums
- Maybe (2009)
- Simply me (2013)[4]

## Singles
- Why (2012)
- The Unknown (2014)
- It's Your Move (2014)
- Christmas Song (2014)